# Langholm
Langholm (wym. læŋəm) – miasto w Wielkiej Brytanii, w południowo-zachodniej Szkocji, w jednostce administracyjnej Dumfries and Galloway (historycznie w Dumfriesshire), położone nad rzeką Esk. Miasteczko rozwinęło się dzięki przemysłowi włókienniczemu, ale jest najlepiej znane jako miejsce urodzenia Hugh MacDiarmida i Thomasa Telforda oraz jako miejsce przodków Neila Armstronga. Liczba ludności w mieście wynosiła 2227.